# 1927 في فنلندا
فيما يلي قوائم الأحداث التي وقعت خلال عام 1927 في فنلندا.

## سياسة

### تعيين في المنصب
- 1 يناير – ريستو روتي عضو برلمان فنلندا  [لغات أخرى]‏.

### انتهاء فترة المنصب
- 17 ديسمبر – فاينو تانر رئيس وزراء فنلندا.

## مواليد

### مايو
- 7 مايو – فيكو هووفينن كاتب فنلندي.

## وفيات

### أكتوبر
- 14 أكتوبر – إيرو إركو (مواليد 1860) سياسي فنلندي.